# Улита (село)
Улита (алт. Оло-Туу) — село в Онгудайском районе Республики Алтай России. Входит в состав Хабаровского сельского поселения.

## География
Расположено в горно-степной зоне центральной части Республики Алтай и находится у реки Улюта.
Уличная сеть состоит из трёх географических объектов: ул. Заречная, ул. Мира и ул. Советская.
Абсолютная высота 827 метров выше уровня моря
.

## Население
| 2010 | 2011 | 2012 | 2013 | 2014 | 2015 |
| ---- | ---- | ---- | ---- | ---- | ---- |
| 255  | ↘254 | ↘243 | →243 | ↗249 | ↗262 |
| 2016 |      |      |      |      |      |
| ↗266 |      |      |      |      |      |

Национальный состав
Согласно результатам переписи 2002 года, в национальной структуре населения алтайцы составляли 94 % от общей численности населения в 294 жителей

## Инфраструктура
Личное подсобное хозяйство. Животноводство.
АЗС Улита.

## Транспорт
Село стоит у федеральной автомобильной трассы Р-256 «Чуйский тракт».
Просёлочные дороги.